# Kleinwallstadt
Kleinwallstadt ist ein Markt im unterfränkischen Landkreis Miltenberg.

## Geografie

### Geografische Lage
Die Gemeinde liegt in der Region Bayerischer Untermain auf der rechten, hier östlichen Seite des Mains. Der topographisch höchste Punkt der Gemeinde befindet sich mit 359 m ü. NHN (Lage) am Eichelsberg nordwestlich von Eichelsbach, der niedrigste liegt im Main auf 112,5 m ü. NHN (Lage).

### Gemeindegliederung
Es gibt drei Gemeindeteile (in Klammern ist der Siedlungstyp angegeben):
- Kleinwallstadt (Hauptort)
- Hofstetten (Pfarrdorf)
- Schweizerhof (Einöde)

Die Gemarkungen sind Kleinwallstadt und Hofstetten.

### Nachbargemeinden
|                        | Markt Sulzbach am Main                      | Gemeinde Leidersbach |
| Gemeinde Großwallstadt | Kompassrose, die auf Nachbargemeinden zeigt | Gemeinde Hausen      |
|                        | Markt Elsenfeld                             |                      |

Von Großwallstadt ist der Markt durch den Main getrennt.

## Name

### Etymologie
Der Name Kleinwallstadt setzt sich aus den althochdeutschen Wörtern Walah für Romane und stat für Wohnstätte zusammen. Als Erklärung ergibt sich daraus Wohnstätte der Romanen. Die zeitweise verwendeten Namenszusätze Klein, Wenig und Bischofs sowie die latinisierten Differenzierungen minor (der kleinere) und Episcopi (des Bischofs) sollten es von Großwallstadt unterscheiden. Der Zusatz Bischofs bezieht sich auf die Grundherrschaft des Bischofs.

### Frühere Schreibweisen
Frühere Schreibweisen des Ortes aus diversen historischen Karten und Urkunden:
| - 1000 Ualohostat - 1184 Walhestat - 1248 Walstat - 1282 Walgestat - 1291 Walhenstat - 1305 Walhestad Episcopi | - 1306 Byschouis-Walstad - 1310 Walhestad minori - 1310 Kleinwalhestad - 1345 Cleinem Walstat - 1348 wenigin Walestad | - 1352 kleynen Wallestadt - 1391 Minoriwalstat - 1401 Walstad Episcopi - 1458 Cleyn Walstat - 1504 Walstat Episcapi - 1561 Kleinwallstadt |

## Geschichte

### Bis zur Gemeindegründung
Kleinwallstadt war schon sehr früh besiedelt. Bodenfunde aus der Hallstattzeit weisen auf die vorgeschichtlichen Bewohner hin. Bei einem neuen Fund (1980) wurden weibliche Skelettreste mit schönen Grabbeigaben aus alemannischer Zeit (4.–5. Jahrhundert) zu Tage gefördert.

Wappen der Focke von Wallstadt aus dem Fenster im Rittersaal des Schlosses Mespelbrunn

Kleinwallstadt, auch Bischofswallstadt, wurde schon im frühen 8. Jahrhundert von den Klöstern Lorsch und Amorbach missioniert. Im Jahre 1023 setzte der Erzbischof von Mainz dort eine Vogtei und ein Zehntgericht über einen großen Teil des Spessarts ein. Im frühen 13. Jahrhundert waren die Herren von Waleberg mit dem Ort belehnt. Sie errichteten um 1230 auf einem Bergvorsprung östlich des Ortes die Burg Wallberg (Waleberc), die aber schon Mitte des 13. Jahrhunderts zerstört wurde. Die Reste des Alten Schlosses wurden 2006 bis 2010 archäologisch erforscht. Teile der Burgmauer und Gebäudefundamente in den Fundamenten sind ansatzweise restauriert. Eine Anschauungstafel erläutert Aufbau und Geschichte der Burg. Seit dem 16. Jahrhundert waren die Focke von Wallstadt im Ort ansässig. Ihren Wohnsitz, den Ingelheimer Hof neben dem Rathaus und die zugehörigen Güter verkaufte der letzte seiner Familie, Philipp Albrecht Focke von Wallstadt, Domherr in Mainz, 1587 an die Echter von Mespelbrunn, mit deren Aussterben ging der Besitz an die  Reichsgrafen von Ingelheim.
Unter Erzbischof Johann Schweikhard von Cronberg wurden 1611 in Kleinwallstadt 84 Hexen hingerichtet. Da während der Schwedenkriege (Dreißigjähriger Krieg) Kleinwallstadt sehr mitgenommen wurde und sämtliche Aufzeichnungen und Urkunden vernichtet wurden, erließ der Erzbischof von Mainz im Jahre 1733 für Kleinwallstadt und seine umliegenden Dorfschaften eine neue Zunftordnung. Daraus geht hervor, dass vormals in Kleinwallstadt und Umgebung schon reges Gewerbetreiben herrschte, denn sie zählt 17 Berufe auf, wie Bender, Bierbrauer, Zimmermann, Maurer, Hafner, Färber, Glaser, Strümpfweber und Leineweber. Die sicher schon früher gewährten Marktrechte bestätigte und verbriefte der Kurfürst von Mainz 1737 neu.
Das Vogteiamt Kleinwallstadt des Erzstifts Mainz fiel mit diesem im Reichsdeputationshauptschluss 1803 an das neugebildete Fürstentum Aschaffenburg, mit dem es 1814 als Departement des Großherzogtums Frankfurt zu Bayern kam. Im Zuge der Verwaltungsreformen in Bayern entstand mit dem Gemeindeedikt von 1818 die heutige Gemeinde.

### Verwaltungsgeschichte
Im Jahr 1862 wurde das Bezirksamt Obernburg gebildet, auf dessen Verwaltungsgebiet Kleinwallstadt lag. Wie überall im Deutschen Reich wurde 1939 die Bezeichnung Landkreis eingeführt. Kleinwallstadt war nun eine der 35 Gemeinden im Landkreis Obernburg am Main. Mit der Auflösung des Landkreises Obernburg kam Kleinwallstadt am 1. Juli 1972 in den neu gebildeten Landkreis Miltenberg.

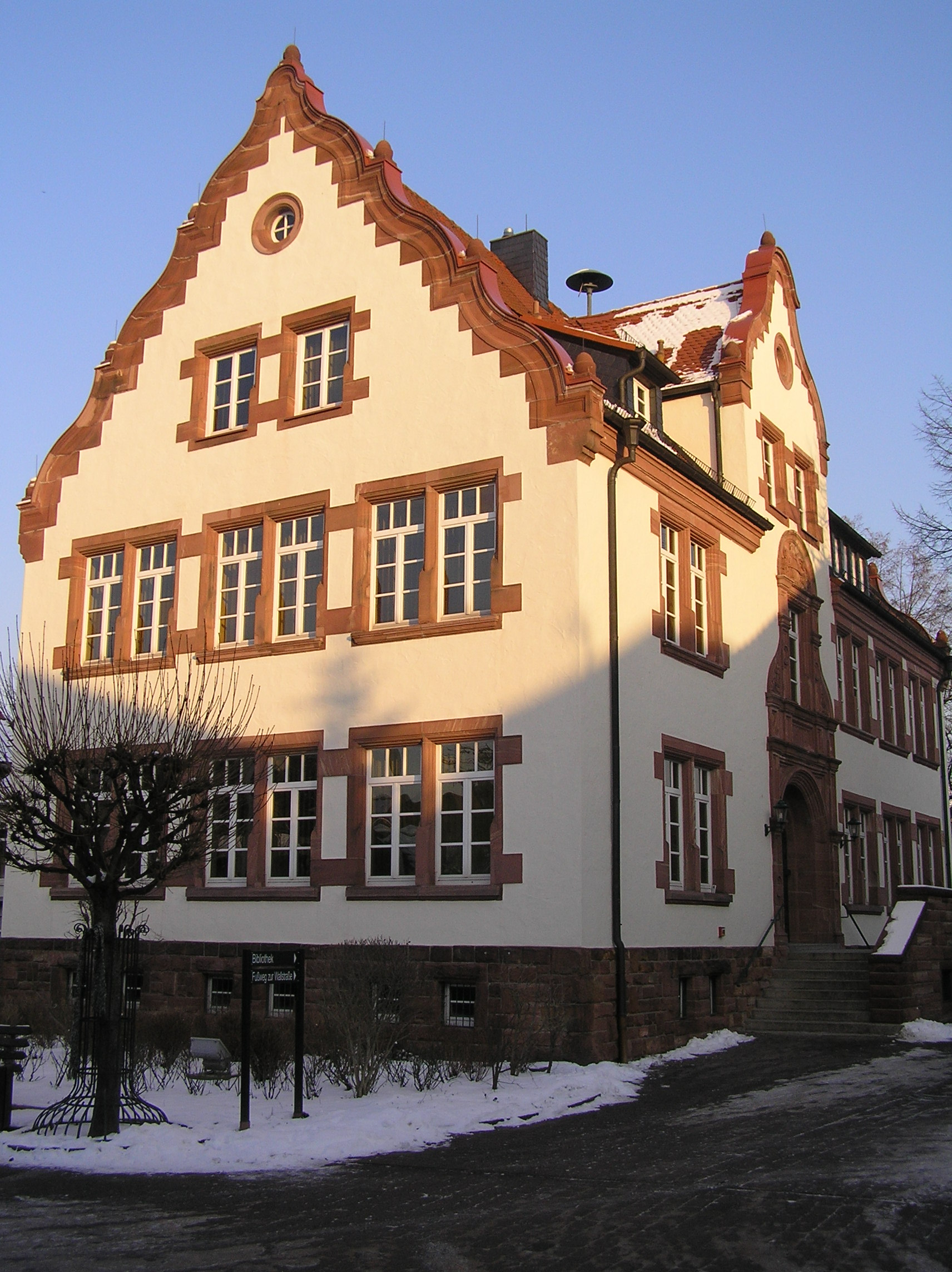
Rathaus, ehemaliges Schulhaus
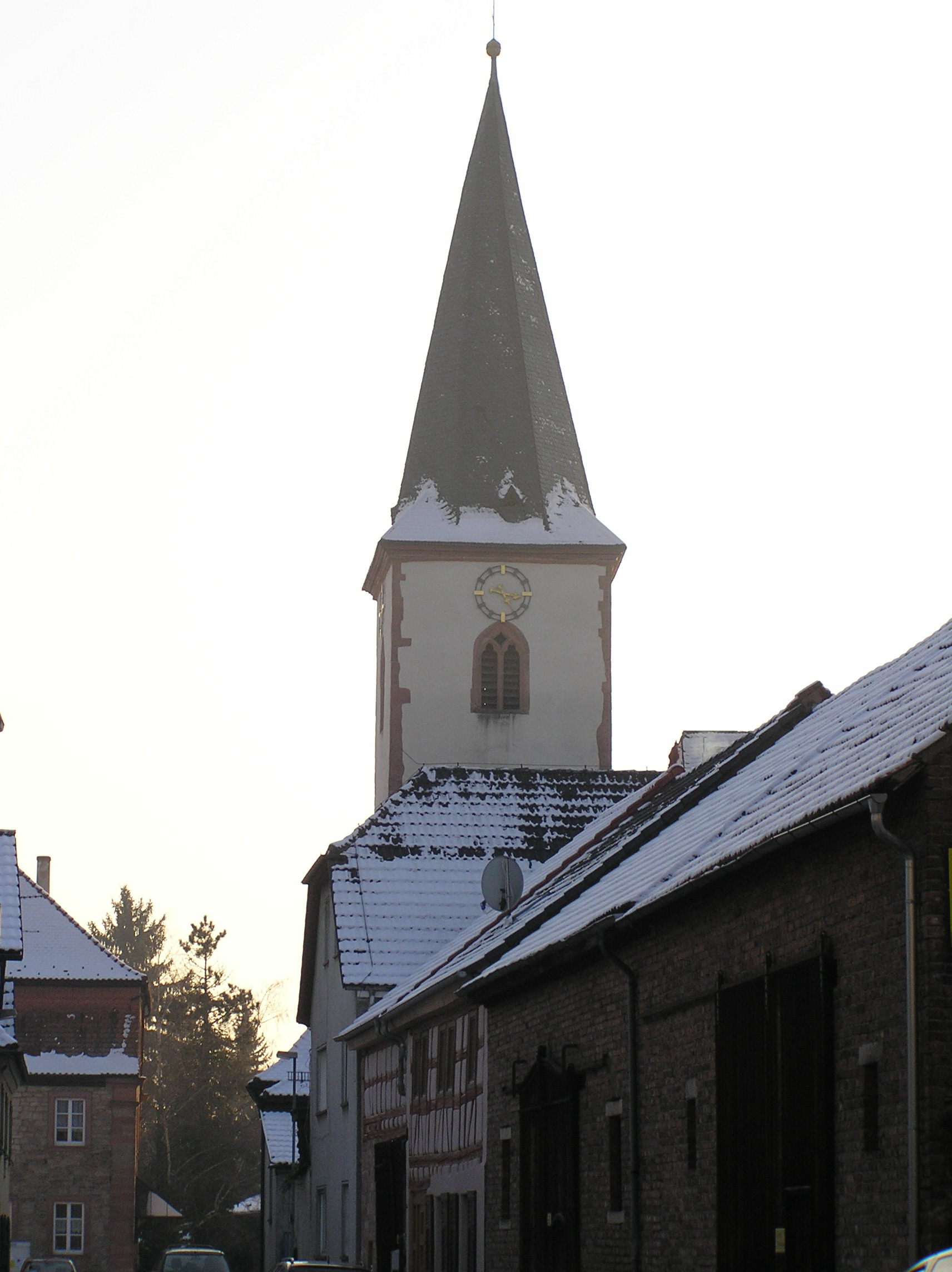
Kirche St. Pater und Paul
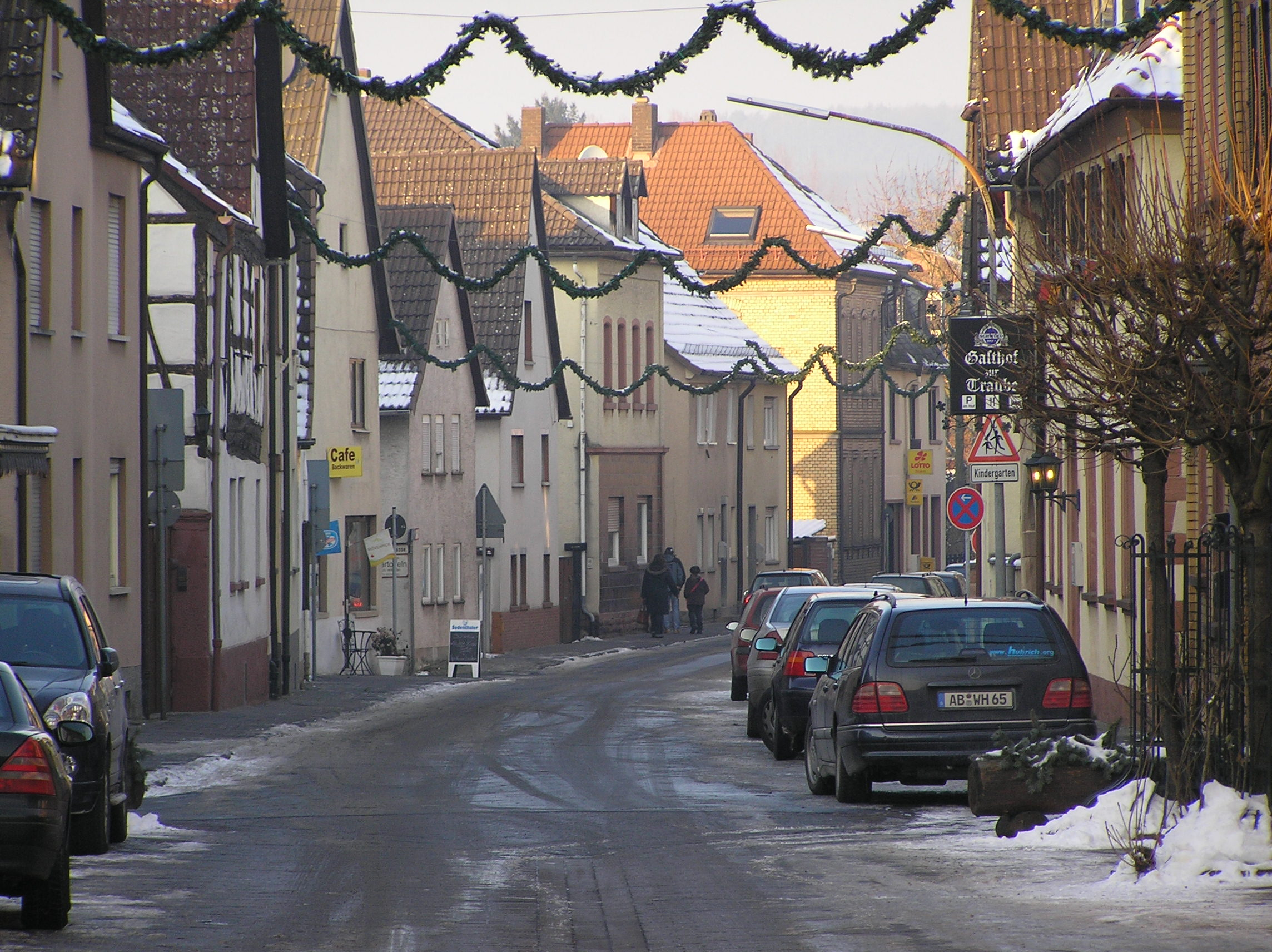
Hauptstraße
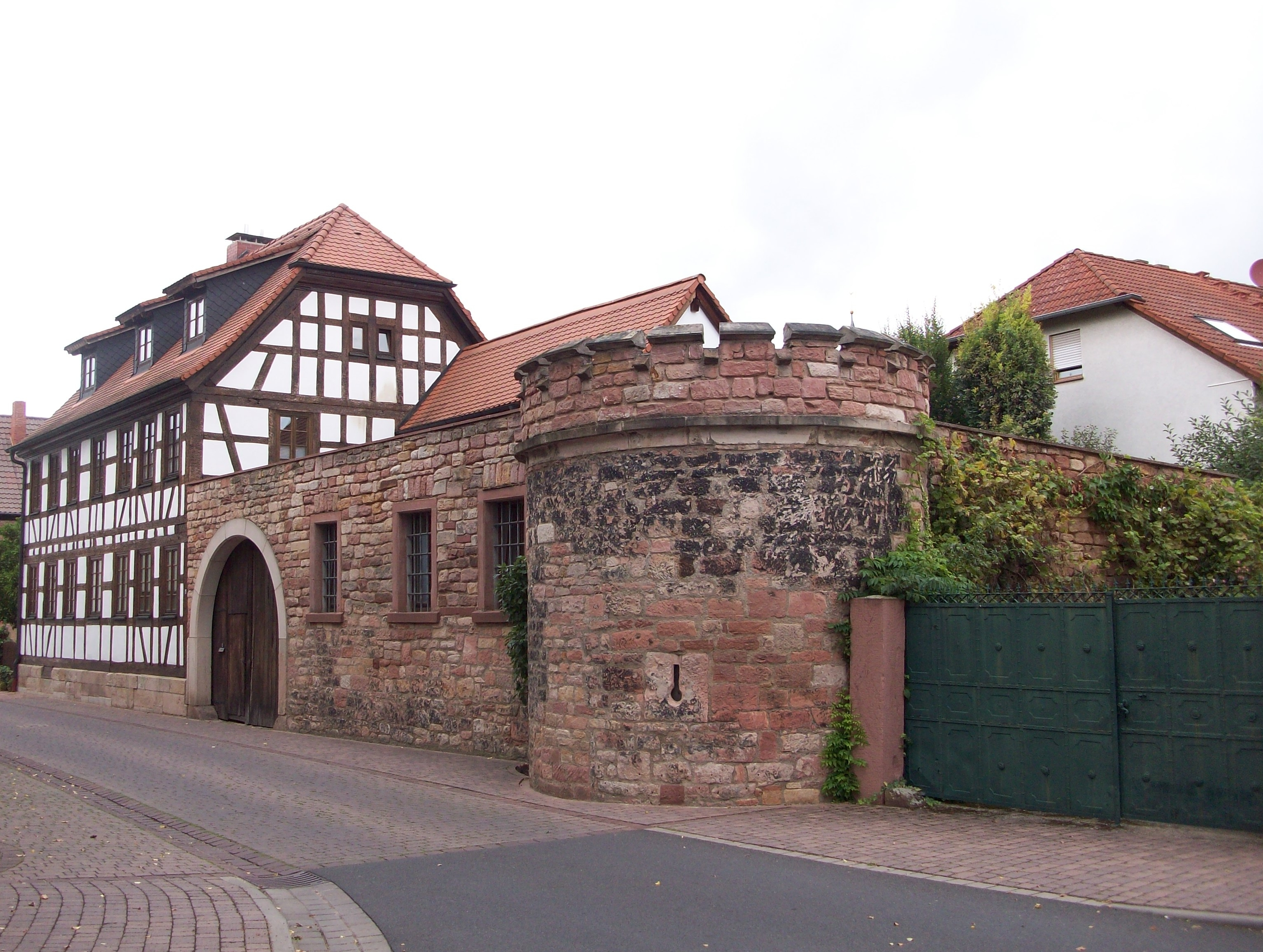
Reste der Wehrmauer des Ortes

### Eingemeindungen
Im Zuge der Gebietsreform in Bayern wurde am 1. Juli 1971 die Gemeinde Hofstetten eingegliedert.

### Einwohnerentwicklung
| Jahr      | 1840 | 1900 | 1939 | 1950 | 1961 | 1970 | 1987 | 1991 | 1995 | 2000 | 2005 | 2010 | 2015 | 2020 |
| Einwohner | 1812 | 1881 | 2452 | 3569 | 4016 | 4778 | 4876 | 5211 | 5479 | 5650 | 5844 | 5757 | 5781 | 5695 |

Im Zeitraum 1988 bis 2018 stieg die Einwohnerzahl von 4983 auf 5778 um 795 Einwohner bzw. um 16 %. 2002 hatte der Markt 5851 Einwohner.
Quelle: BayLfStat

## Politik und Öffentliche Verwaltung
Die Gemeinde ist Mitglied der gleichnamigen Verwaltungsgemeinschaft.

### Marktgemeinderat
Der Marktgemeinderat besteht aus 20 Mitgliedern. Nach der Wahl zum Marktgemeinderat am 15. März 2020 mit einer Wahlbeteiligung von 57,71 % ergab sich folgende Aufteilung der Sitze für die Wahlperiode 2020–2026 (mit Vergleichszahlen der Wahl 2014):
| Partei / Liste | 2020          | 2020  |               | 2014  | 2014 |
| Partei / Liste | Stimmenanteil | Sitze | Stimmenanteil | Sitze |      |
| CSU            | 36,16 %       | 7     | 43,95 %       | 9     |      |
| SPD            | 19,97 %       | 4     | 23,24 %       | 5     |      |
| Grüne          | 16,80 %       | 3     | 10,69 %       | 2     |      |
| Freie Wähler   | 27,07 %       | 6     | 22,13 %       | 4     |      |

### Bürgermeister
Erster Bürgermeister ist Thomas Köhler (CSU). Dieser wurde im Jahr 2002 Nachfolger von Karlheinz Bein (SPD). Thomas Köhler wurde 2008, 2014  sowie 2020 jeweils für weitere sechs Jahre im Amt bestätigt, zuletzt 2020 ohne Mitbewerber mit einem Stimmenergebnis von 94,64 %.

### Gemeindefinanzen
Im Jahr 2017 betrugen die Gemeindesteuereinnahmen 4.949.000 Euro, davon waren 960.000 Euro Gewerbesteuereinnahmen (netto).

### Wappen
| Wappen Markt Kleinwallstadt | Blasonierung: „In Silber ein roter römischer Wachtturm mit Zeltdach, oben rechts ein gespaltenes und zweimal von Silber und Schwarz schräglinks geteiltes Schildchen, oben links ein rotes Schildchen, darin ein sechsspeichiges silbernes Rad.“ |
| Wappen Markt Kleinwallstadt | Wappenbegründung: Der Wachturm verweist auf den römischen Limes, der hier verlief. Das kleine Wappen in Schwarz-Weiß ist das Familienwappen der Vocken (oder Focke) von Wallstadt, die hier bis zu ihrem Aussterben 1624 Lehnsherren und Vögte waren. Das andere kleine Wappen in Rot-Silber zeigt das Mainzer Rad und verweist damit auf die lange Beziehung zum Kurfürstentum Mainz. Das Wappen wird seit 1955 auf Beschluss des Gemeinderats und mit Zustimmung des bayerischen Innenministeriums geführt. |

### Städtepartnerschaften
Partnergemeinde ist die ehemalige französische Gemeinde Saint-Pierre-sur-Dives in der Normandie, die seit 2017 Teil der neuen Gemeinde Saint-Pierre-en-Auge ist.

## Bauwerke
- Katholische Pfarrkirche St. Peter und Paul, Saalkirche von 1751 mit eingezogenem dreiseitig geschlossenen Chor; Westfassade mit Figurennischen, seitlicher Turm vom Vorgängerbau mit verschiefertem Spitzhelm und Masswerkfenstern, Anfang 14. Jh. und 18. Jh., in barockisierender Anpassung von 1962
- Christkönigskapelle, 1930/31 als Endpunkt eines Kreuzweges auf dem Plattenberg errichtet
- Evangelisch-lutherische Pfarrkirche St. Michael in Gemeindeteil Hofstätten, ehemalige Chorturmkirche von 1473, Turm mit verschiefertem Spitzhelm, Pultdachanbau (1488), Langhaus mit Satteldach, Sandsteinmauerwerk mit Ortquaderung und Werksteinrahmung (1706), 1970 erweitert
- Ölbergkapelle, ehemalige katholische Kapelle von 1784, 1925 zu einem Kriegerdenkmal ausgestaltet, jetzt evangelische Pfarrkirche, Saalkirche mit Eckpilastern, Rundbogenfenstern und geohrtem Portal mit rundbogiger Nische, Satteldach auf der Chorseite gewalmt, Giebelreiter, Laterne mit verschieferter Glockenhaube
- Kirche St. Judas Thaddäus der Piusbruderschaft Pius X. im fränkischen Julius-Echter-Barock aus dem Jahr 2002, mit Prioratsgebäude
- Ehemaliges Rathaus von 1773, freistehender zweigeschossiger Halbwalmdachbau, Erdgeschoss mit rundbogigem Tor und Rundbogenfenstern, Fachwerkobergeschoss mit Eckerkern mit verschieferten Zwiebelhauben
- Staustufe Wallstadt von 1930 mit Walzenwehr, Wehrsteg und Laufwasserkraftwerk von 1930

## Wirtschaft und Infrastruktur

### Wirtschaft
Es gab im Jahr 2020 nach der amtlichen Statistik im Bereich der Land- und Forstwirtschaft keine, im produzierenden Gewerbe unbekannt viele und im Bereich Handel, Verkehr und Gastgewerbe 157 Beschäftigte am Arbeitsort. In sonstigen Wirtschaftsbereichen waren am Arbeitsort 549 Personen sozialversicherungspflichtig beschäftigt. Sozialversicherungspflichtig Beschäftigte am Wohnort gab es insgesamt 2460. Im verarbeitenden Gewerbe gab es vier, im Bauhauptgewerbe sieben Betriebe. Zudem bestanden 2016 zehn landwirtschaftliche Betriebe mit einer landwirtschaftlich genutzten Fläche von insgesamt 362 Hektar, davon waren 168 Hektar Ackerfläche und 193 Hektar Dauergrünfläche.

### Verkehr

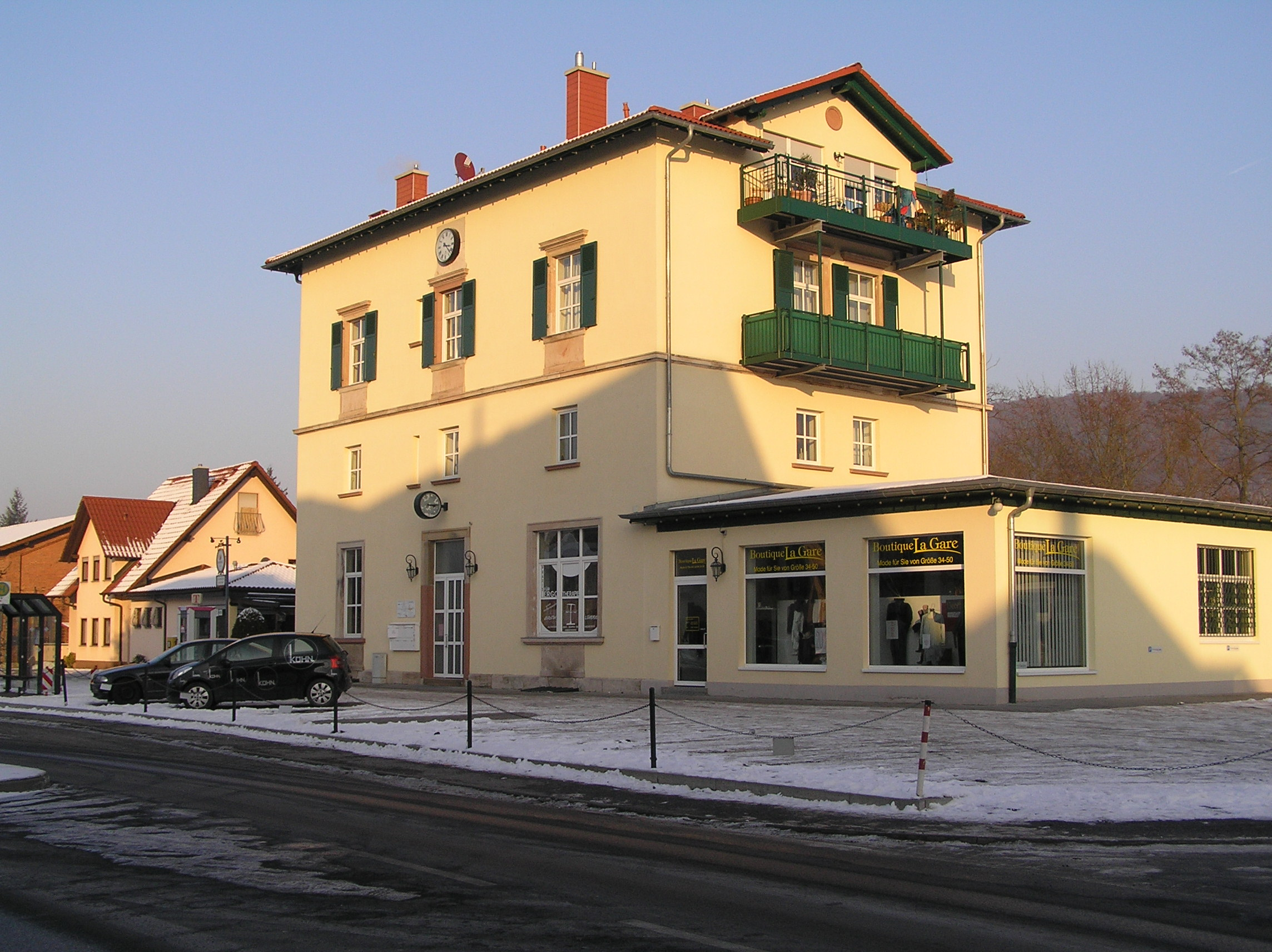
Bahnhof Kleinwallstadt

Der Bahnhof Kleinwallstadt liegt an der Bahnstrecke Aschaffenburg–Miltenberg. Durch den Ort führt die Staatsstraße 2309 und der Main-Radweg.

### Bildung
Es gab 2021 folgende Einrichtungen:
- drei Kindergärten mit insgesamt 260 Plätzen, in denen 246 Kinder betreut und gefördert wurden;
- Zwei öffentliche Volksschulen, in denen insgesamt 425 Schülerinnen und Schüler von 29 Lehrern unterrichtet wurden (Schuljahr 2020/2021).

## Kurioses
Kleinwallstadt
Alle Bürger der unmittelbar am Main gelegenen Orte hatten den Spitznamen „Mainbrunzer“ (Urinieren in der Nähe des Mains ab), wobei nach Dialekt der Main (Maa, Mää, Mee, Moo, Moa) variierte.
Die Kleinwallstädter und die Großwallstädter beschimpften sich an beiden Mainufern als „Pollacken“. Das Wort hat eine positive wie negative Bedeutung; wurden doch die Studenten der königl. Forstlichen Hochschule Aschaffenburg nach ihrer Couleur „Forstpollacken“ genannt. In ihrem Wichs bereicherten sie das Stadtbild von Aschaffenburg und Umgebung.
Hofstetten
Die Hofstettener haben in ihrem Gemeindegebiet einige Lehmvorkommen, so fertigten sie die Steine für ihre Häuser selbst. Die im Handverfahren hergestellten Backsteine wurden als „Russen“ bezeichnet. So kamen die Bürger zu ihrem Ortsnecknamen.

## Dialekt
| Die vielseidisch Grumbiern                                           | Die vielseitige Kartoffel                                            |
| Es Kind freescht: „Mudde, wous koche mer haid?“                      | Das Kind fragt: „Mutter, was kochen wir heute?“                      |
| Mudde: „Grumbiern – woans sou bleibd, wis is, gidds Grumbiern.       | Mutter: „Kartoffeln – wenn's so bleibt wie's ist, gibt's Kartoffeln. |
| Woans zu dinn wärd, gidds oafach Grumbiernsubbe.                     | Wenn's zu dünn wird, gibt's einfach Kartoffelsuppe.                  |
| Woans oubrennt, gidds noch woas gans gurres – Grumbiernpoannekuche!“ | Wenn's anbrennt, gibt's noch was ganz Gutes – Kartoffelpuffer!“      |

## In Kleinwallstadt geboren
- Franz Dölger (1891–1968), Byzantinist
- Joseph Anton Rohe (1814–1892), deutscher Kaufmann und Stifter
- Lazarus Morgenthau (1815–1896), Zigarrenfabrikant und Großvater des amerikanischen Finanzministers Henry Morgenthau jr. (1891–1967)